# 1960年ローマオリンピックのイラク選手団
1960年ローマオリンピックのイラク選手団（1960ねんローマオリンピックのイラクせんしゅだん）は、1960年8月25日から9月11日にかけてイタリアの首都ローマで開催された1960年ローマオリンピックのイラク選手団、およびその競技結果。

## メダル
| メダル   | 選手             | 競技                 | 種目     |
| -------- | ---------------- | -------------------- | -------- |
| 銅メダル | Abdul Wahid Aziz | ウエイトリフティング | ライト級 |